# 조병기
조병기(1968년 10월 21일 ~ )은 대한민국의 배우이다. 1976년 TBC "《호돌이와 토순이》"

## 학력
- 단국대학교 연극영화과 졸업

## 출연작

### 드라마
- 1976년 TBC 《호돌이와 토순이》
- 1983년 KBS 1TV 《고교생 일기》
- 1987년 KBS 2TV 《사랑이 꽃피는 나무》
- 1997년 KBS 2TV 《그대 나를 부를 때》
- 1998년 KBS 1TV 《왕과 비》
- 2000년 KBS 1TV 《태조 왕건》 - 복지겸의 부장 역 /백제 전령 역 / 배현경의 부장 역
- 2000년 KBS 2TV 《꼭지》 - 조동철의 수하 역
- 2002년 KBS 2TV 《장희빈》
- 2003년 KBS 2TV 《진주 목걸이》 - 마차 주인 역
- 2003년 KBS 1TV 《백만송이 장미》
- 2003년 KBS 2TV 《KBS 드라마시티 - 물고기》 - 창수 역
- 2004년 KBS 1TV 《불멸의 이순신》
- 2005년 KBS 1TV TV소설 《바람꽃》
- 2005년 MBC 《제5공화국》
- 2005년 KBS 2TV 《부활》 - 성추행남 역
- 2007년 KBS 1TV TV소설 《아름다운 시절》 - 천철구 역
- 2010년 KBS 1TV 《거상 김만덕》 - 호방 역
- 2011년 KBS 1TV 《우리집 여자들》 - 박 부장 역
- 2013년 KBS 2TV TV소설 《은희》 - 강재필 역
- 2014년~2015년 KBS 2TV 《가족끼리 왜 이래》 - 오 대표 역
- 2017년 KBS 2TV 《그 여자의 바다》 - 장기영 역
- 2022년 KBS 2TV 《황금 가면》 - 김길수 실장 역

### 영화
- 1997년 《쁘아종》
- 1999년 《장롱》
- 2001년 《노랑 머리 2》 - 형사 역
- 2003년 《쇼쇼쇼》 - 동식 역
- 2005년 《다섯은 너무 많아》 - 은행 손님 역
- 2014년 《청아》 - 최동팔 역